# Daiki Hamano
Daiki Hamano (濱野 大輝 Hamano Daiki?,  Tokio, Japón, 30 de marzo de 1989) es un actor de voz japonés, afiliado a Arts Vision.

## Biografía
Hamano nació el 30 de marzo de 1989 en la ciudad de Tokio, Japón. Se graduó de la Escuela Preparatoria Meike, y formó parte del club de rugby durante la escuela secundaria. Durante sus años de secundaria, también estudió tres años en Sídney. Mientras asistía a la universidad, se interesó en la actuación de voz tras pensar que quería doblar a su actor extranjero favorito. Asistió al Katsuta Voice Acting Institute y al Nihon Narration Engi Kenkyūjo. Tras su graduación en 2013, se afilió a Arts Vision.
Hamano está casado y su primer hijo nació en octubre de 2014.

## Filmografía

### Anime
2014
- Akame ga Kill! como Comandante
- Akuma no Riddle como Profesor de matemáticas
- The Kindaichi Case Files como Personal
- Grisaia no Kajitsu
- Sword Art Online como Jugador
- Toaru Hikūshi e no Koiuta como Varios
- Dramatical Murder como Hombre B
- Hitsugi no Chaika como Guardia
- Mahōka Kōkō no Rettōsei como Jugador
- Mushishi
- Detective Conan como Kikuchi
- Yu-Gi-Oh! ARC-V como Kirigaku, Night of Duels, Obelisk Force

2015
- Akatsuki no Yona como Mua
- Aoharu x Machinegun como Watanabe
- Arslan Senki como Varios
- Aldnoah.Zero
- Ore Monogatari!! como Aprendiz 2
- Mobile Suit Gundam: Iron-Blooded Orphans como Dante Mogulo
- Gate como Hitoshi Furuta
- Gochūmon wa Usagi Desu ka? como Sirviente A
- Comet Lucifer como Hombre
- Shigatsu wa Kimi no Uso como Enfermero
- Charlotte como Locutor de televisión
- Unlimited Fafnir como Subordinado
- Junketsu no Maria como Mercenario A
- Shokugeki no Sōma
- Shirobako
- Star-Myu como Varios
- Senki Zesshō Symphogear como Kurofuku
- Dungeon ni Deai o Motomeru no wa Machigatteiru Darō ka como Aventurero C, Gile
- Naruto como Shibire
- Heavy Object
- Monster Musume no Iru Nichijō

2016
- Ao no Kanata no Four Rhythm como Árbitro
- Active Raid: Kidō Kyōshūshitsu Daihachigakari como Varios
- Assassination Classroom como Mizui
- All Out! como Hrokuni Kasuga
- Days como Takanobu Hayase
- Terra Formars como Ryūdai Someya
- Drifters como Enano, soldado
- New Game! como Signal 3 Red
- High School Fleet  como Yaoya
- Barakamon como Muchacho
- Prince of Stride como Hisato Harigaya
- Bungō Stray Dogs como Kanshiki
- Macross Delta como Persona
- Mob Psycho 100 como Saruda, Yamamura, Persona B

2017
- Yōjo Senki como Weiss
- ClassicaLoid como Tenshu
- Minami Kamakura Kōkō Joshi Jitensha-Bu como Hombre
- Sakura Quest como Mino
- ID-0 como Tsūshin
- Yu-Gi-Oh! VRAINS como Gō Onidzuka
- Shingeki no Bahamut como Hombre, soldado
- sin Nanatsu no Taizai como Hombre 2
- Ren'ai Bōkun como Hombre atractivo
- Re:CREATORS como Ryō Yatōji
- Eikō nakiten saitachi como Eddie Tolan
- Keppeki Danshi! Aoyama-kun como Sei Satō, Jinnai-sensei
- Kaito x Ansa como Urijima
- Shōkoku no Altair como Colbert
- Sentōru no Nayami como Maestro
- Princess Principal como Soldado
- Mahōjin Guru Guru como Guardia de seguridad
- Saiyuki como Ha Akira
- Gamers!
- The Idolmaster: SideM
- Blend S
- RoboMasters the Animated Series como Rowan
- Kujira no Kora wa Sajō ni Utau como Padre de Rico
- Tsukipro The Animation como Makoto Sugai

2018
- Darling in the Franxx como Goro (en reemplazo de Yūichirō Umehara)

2021
- Vanitas no Carte como Jean-Jacques

2022
- Chainsaw Man como Katana Man